# La Iglesuela del Cid
La Iglesuela del Cid is een gemeente in de Spaanse provincie Teruel in de regio Aragón met een oppervlakte van 40,29 km². La Iglesuela del Cid telt 424 inwoners (1 januari 2016).